# مدیریت داده
مدیریت داده (به انگلیسی: Data Management)، توسعه، اجرا و نظارت برنامه‌ها، سیاست‌ها و شیوه‌هایی است که مناسب با یک دوره حیاتی اطلاعات یک سازمان را مدیریت می‌کند.
امروزه موفقیت سازمان‌ها به شیوه‌های مدیریت بستگی دارد.
مدیریت باید با روش‌های استانداردی انجام پذیرد تا با چالش‌های رو به رو به درستی برخورد کند.
مفهوم مدیریت داده در دهه ۱۹۸۰ به وجود آمد.

## مدیریت چیست؟
مدیریت (MANAGEMENT) فرایند به‌کارگیری منابع مادی و انسانی در برنامه‌ریزی، سازماندهی، هدایت و کنترل است.
مدیریت یک سازمان است که شامل فعالیت‌های تنظیم استراتژی سازمان و هماهنگی کارمندان با منابع موجود برای دستیابی به اهداف است.

## داده چیست؟
داده ( Data ) همه دانسته‌ها، آگاهی‌ها، داشته‌ها، شناسه‌ها، آمارها، پیشینه‌ها و پنداشته‌ها هستند.

### انواع داده
1. ساخت یافته
2. نیمه ساخت یافته
3. ساخت نیافته

## مدیریت داده‌های شرکتی
مدیریت داده‌های شرکتی کل مجموعه فعالیت‌هایی است که برای بهبود کیفیت‌های شرکت است؛ که شامل فعالیت‌های زیر است:
1. استراتژی برای کیفیت داده‌های شرکت
2. کنترل کیفیت داده‌ها
3. فرایندهای کیفیت شرکتی و روش‌ها
4. سازمان کیفیت داده‌های سازمان
5. معماری داده‌ها برای کیفیت داده‌های شرکت
6. برنامه‌های کاربردی برای کیفیت داده‌های شرکت

### هدف مدیریت داده‌های شرکتی
هدف مدیریت داده‌های شرکتی، مدیریت کل اطلاعات و محتوای یک شرکت است.

## اهداف مدیریت داده
1. شناخت و حمایت از اطلاعات مورد نیاز سازمان
2. پیش‌گیری از دستیابی غیرمجاز یا نامناسب، پردازش یا استفاده از داده و اطلاعات
3. اطمینان از به‌کارگیری مؤثر داده در سازمان با هدف افزودن ارزش به سازمان
4. ضبط، ذخیره‌سازی، حفاظت و یکپارچگی دارایی‌های داده
5. اطمینان از حریم خصوص و محرمانگی داده
6. اطمینان از کیفیت داده و اطلاعات

## الزامات مدیریت داده
یک سازمان با استفاده از داده‌ها می‌تواند یک بینش لازم در مورد مواردی چون مشتریان و محصولات و سرویس ارائه نماید.
پی بردن به ارزش‌ها نیاز به تلاش، برنامه‌ریزی، هماهنگی و تعهدی فراگیر در سراسر سازمان دارد.
مدیریت داده نیاز به مدیریت و رهبری دارد و فعالیت مدیریت داده گسترده‌است و نیازمند مهارت‌های فنی و غیرفنی است.
مسؤولیت مدیریت داده باید بین نقش‌های کسب و کار و فناوری اطلاعات به اشتراک گذاشته شود و هر بخش در تعادل و همکاری با هم باشند.

## اصول مدیریت داده
اصول کارهایی هستند که می‌توان با داده‌ها انجام داد، تا بهترین شیوه استفاده از داده‌ها در جهت اهداف سازمان به کار گرفته شود.

### چند نوع از اصول مدیریت داده
1. نیازمند به برنامه‌ریزی
2. نیازمند به مهارت و تخصص
3. نیازمند به یک دیدگاه سازمانی
4. نیازمند به رهبری
5. از متادیتا در مدیریت استفاده شود
6. ارزش داده از نظر اقتصادی بیان شود

### موضوعات مدیریت داده
1. مدیریت اطلاعات : به‌کارگیری مراحل و مهارت‌های مدیریتی مناسب و استفاده از ابزارها و فناوری‌های مناسب در فرایند تولید، فراهم آوری، سازماندهی، پردازش، اشاعه و استفاده از اطلاعات درون و برون سازمانی به عنوان عنصر اصلی در سازمان در راستای دستیابی به اهداف و مقاصد سازمانی است.
2. دارایی داده‌ها
3. نگهدارنده اطلاعات
4. معماری داده، تجزیه و تحلیل و طراحی
5. تحلیل داده‌ها : تجزیه و تحلیل فرایندی علمی جهت تبدیل داده به بینش و تصمیم‌گیری بهتر و متعاقب آن اقدامات مناسب است.
6. معماری اطلاعات
7. مدل سازی داده‌ها : مدل‌های داده برای مدیریت مؤثر داده بسیار حیاتی می‌باشند. داده‌هایی که قرار است در پایگاه داده ذخیره شوند، ابتدا باید با یک دید سطح بالا از لحاظ معنایی و مفهومی مدلسازی شوند.

مدل سازی معنایی داده‌ها عبارت است از ارائه مدلی از محیط عملیاتی به کمک مفاهیمی مستقل از موضوعات مربوط به نمایش منطقی و فیزیکی داده‌ها. مدل‌سازی معنایی را در بعضی از کتب، طراحی ادراکی نیز می‌نامند.
1. مدیریت پایگاه داده : بانک اطلاعاتی یا پایگاه داده یا دیتابیس به مجموعه ای از اطلاعات با ساختار منظم گفته می‌شود. این پایگاه‌های اطلاعاتی معمولاً در قالبی که برای دستگاه‌ها و رایانه‌ها قابل خواندن و قابل دسترسی باشند ذخیره می‌شوند.
2. نگهداری داده‌ها
3. سامانهٔ مدیریت پایگاه داده : یک نرم‌افزار رایانه‌ای است که با هدف مدیریت پایگاه داده‌ها طراحی شده‌است.

انواع سیستمها:
- سیستم مدیریت پایگاه داده توزیع شد
- سیستم مدیریت پایگاه داده بلادرنگ
- سیستم مدیریت پایگاه داده تحمل پذیر خطا
- سیستم مدیریت پایگاه داده مطمئن
- سیستم مدیریت پایگاه داده ناهمگون
- سیستم مدیریت پایگاه داده چندرسانه ای
- سیستم مدیریت پایگاه داده متحد

۱۱- مدیریت امنیت اطلاعات:
امنیت اطلاعات به وسیله اجرای یکسری از کنترل‌های مناسب، حاصل خواهد شد. این کنترل‌ها می‌توانند به صورت رویه‌ها، ساختارهای سازمانی یا نرم‌افزارهای کاربردی باشند. این کنترل‌ها برای اطمینان از برآورده شدن اهداف امنیتی سازمان بایستی اجرا گردند.
1. دسترسی به داده‌ها
2. پاک کردن داده‌ها
3. حریم خصوصی داده‌ها
4. امنیت داده‌ها
5. مدیریت کیفیت داده: مدیریت کیفیت داده یکی از فعالیت‌های مهم جهت تبدیل داده به یک دارایی ارزشمند در یک سازمان است تا تصمیم گیرندگان بتوانند بر اساس داده درست و به روز تصمیمات استراتژیک خود را اتخاذ نمایند
6. غنی سازی داده‌ها
7. کیفیت داده
8. تضمین کیفیت داده
9. مرجع و مدیریت مستمر داده‌ها
10. یکپارچه سازی داده‌ها
11. مدیریت اطلاعات مدرن
12. داده‌های مرجع
13. انبار داده و مدیریت اطلاعات کسب و کار
14. هوش تجاری (BI):یعنی داشتن دانشی فراگیر از همه عواملی که بر سازمان مؤثر است.

با پیاده‌سازی راهکارهای هوش تجاری فاصله بین مدیران میانی و ارشد از دیدگاه ارتباط اطلاعاتی از بین خواهد رفت و اطلاعات مورد نیاز مدیران در هر سطح، در لحظه و با بالاترین کیفیت در اختیار آن‌ها قرار خواهد گرفت.
1. داده کاوی: داده کاوی یعنی استخراج اطلاعات گرانبها از حجم عظیم معادن داده‌ها.
2. حرکت داده‌ها
3. سند، ضبط و مدیریت محتوا
4. مدیریت اسناد: هر سازمان مستندات فراوانی دارد که حاوی اطلاعات مختلفی است، در واقع این اطلاعات در اسناد موجوداند. وظیفهٔ دریافت، طبقه‌بندی، نگهداری و بازیابی اسناد را بر عهده دارد.
5. مدیریت داده‌های متا
6. متاداده: متا دادها شامل جواب سئوالاتی دربارهٔ داده‌ها می‌باشد که باعث سهولت در فهم، ویژگی‌ها و چگونگی استفاده از داده می‌شود و در حقیقت صفات و خصوصیات داده‌ها را تشریح می‌نماید.
7. کشف متاداده
8. انتشارات متاداده
9. رجیستری متاداده
10. برنامه‌ریزی تداوم کسب وکار
11. عملیات بازاریابی
12. یکپارچه سازی داده‌های مشتری
13. مدیریت هویت : مدیریت هویت به معنای راه حل‌هایی است که چرخه ایجاد، تغییر و حذف هویت را مدیریت می‌کند.
14. دزدی هویت
15. سرقت اطلاعات
16. نرم‌افزار ERP: ERP، یک علم و فن برای مدیریت منابع است.
17. نرم‌افزارCRM CRM : نرم‌افزار مدیریت ارتباط با مشتری.
18. اطلاعات mart :این اطلاعات بر حسب نیاز گروه‌هایی در بخش IT فعالیت می‌کنند.

در حالت کلی این اطلاعات از منابع اطلاعاتی مختلف موجود در سطح سازمان قابل تهیه هستند.

## مدیریت کیفیت داده
کیفیت پایین داده‌ها یکی از دلایل اصلی ناکامی‌های بسیاری از پروژه‌های فناوری اطلاعات است و بسیاری از پروژه‌های فناوری اطلاعات و کسب و کار به دلیل کیفیت پایین داده با مشکل مواجه می‌شوند یا در نهایت با شکست رو به رو خواهند شد.
کیفیت داده‌های مسئله ای نیست که با بکارگیری تنها فناوری بتوان برآن غلبه کرد.
مدیریت کیفیت داده‌ها مستلزم ایجاد و بکارگیری نقش‌ها ف مسئولیت‌ها، سیاست‌ها و رویه‌ها برای دریافت، نگهداری، ذخیره و انتشار داده‌است.

### اصول مدیریت کیفیت داده
۱- تمرکز بر مشتری: باید سازمان بسته بر نوع مشتری و نیازهای مشتریان فعلی و آتی خود را بشناسد و آن‌ها را برآورده کند و انتظارات مشتریان را برطرف کند.
از فواید آن: 
1. افزایش سود و سهام بازار
2. افزایش استفاده بهینه از منابع سازمان
3. بهبود وفاداری مشتریان
4. رهبری: رهبر یکپارچگی اهداف و مسیر سازمان را تعیین می‌کند.

از فواید آن:
1. شناخت کارکنان
2. ارزیابی فعالیت‌ها و تنظیم اجرا آن‌ها
3. به حداقل رسیدن ناهماهنگی‌ها درارتباطات بین سطوح مختلف سازمان
4. تعهد کارکنان: کارمندان در هر سطحی باشند، ماهیت سازمان هستند و تعهد کامل آن‌ها باعث استفادهٔ قابلیت‌های شان در جهت منافع شرکت می‌شود.

از فواید آن :
1. افراد با انگیزه و متعهد در سازمان
2. نوآوری و خلاقیت در رسیدن به اهداف شرکت
3. مسئولین پذیری افراد
4. اشتیاق افراد برای مشارکت در پیشرفت
5. رویکرد فرایند: نتیجه مطلوب زمانی محقق می‌شود که فعالیت‌ها و منابع مربوط به خوبی مدیریت شده باشند.

از فواید آن:
1. هزینه‌های کمتر در چرخه فرایند
2. نتایج قابل پیش‌بینی و بهبود یافته و مداوم
3. فرصت‌های پیشرفت متمرکز و اولویت بندی شده
4. رویکرد سیستم به مدیریت:  شناسایی، درک و مدیریت فرایندهای مرتبط به هم، به عنوان ایجاد سیستمی برای مشارکت در بهره‌وری سازمان و رساندن آن به اهداف مؤثر است.

از فواید آن :
1. یکپارچگی و تنظیم فرایندها به بهترین شکل
2. توانایی تمرکز تلاش‌ها بر فرایندهای کلیدی
3. جلب اعتماد افراد
4. پیشرفت مداوم : باید هدف دائمی سازمان باشد.

از فواید آن:
1. افزایش کارایی
2. تنظیم فعالیت‌های بهبود یافته
3. انعطاف‌پذیری در نشان دادن واکنش سریع به فرصت‌ها
4. رویکرد واقع گرایانه به تصمیم‌گیری : تصمیمات مؤثر بر اساس تحلیل داده‌ها و اطلاعات اخذ می‌شود.

از فواید کلیدی آن :
1. تصمیمات آگاهانه
2. توانایی اثبات مؤثر بودن
3. قابلیت روزافزون در بازنگری
4. ارتباطات سودمند با تأمین کنندگان : سازمان و تأمین کنندگان به هم وابسته‌اند و این ارتباط برای هر دو طرف سودمند است.

از فواید آن: 
1. افزایش ارزش برای دو طرف
2. انعطاف‌پذیری و سرعت پاسخگویی مشترک به تغییرات بازار
3. بهینه‌سازی هزینه‌ها و منابع

## چالش‌های مدیریت داده‌ها
چند نوع از چالش‌های مدیریت داده به صورت زیر است:
۱-تفاوت مدیریت داده با سایر دارایی‌ها
برخی تفاوت‌ها: قابل لمس نیس، با دوام، راحت کپی میشه، فرسوده نمیشه، .....
۲-ارزش گذاری داده
(با توجه به ماهیت منحصر به فرد داده)
۳-کیفیت داده
(جهت افزایش کیفیت داده)
۴-برنامه‌ریزی بهتر برا داده
(تصمیم‌گیریی متناسب با چرخه حیات)
1. مدیریت متابتا
2. مدیریت داده‌ها فرابخشی

(نیاز به نگرش فراگیر)
۷-ایجاد یک دیدگاه سازمانی
(نیاز به شناخت دامنه و محدوده)
1. پاسخگویی نسبت به دیدگاه‌های مختلف
2. ماهیت چرخه حیات داده
3. ماهیت رفتار نوع‌های مختلف داده
4. ریسک‌های مرتبط با داده
5. فناوری‌ها و مهارت‌های مورد نیاز

(از چه رفتار در کدام حوزه)
۱۳-تعهد و رهبری

## مدیریت داده master
داده master و مدیریت صحیح آن یکی از الزامات هر بنگاه کسب و کار است.
با اجرای یک برنامه جامع مدیریت داده master یک نگرش یک دست به موجودیت‌های اساسی کسب و کار نظیر مشتری، مکان، شرکای تجاری و … ایجاد می‌گردد.
ارزیابی سطح بلوغ وضعیت مدیریت master در یک سازمان به شما کمک می‌کند تا ضمن شناسایی وضعیت موجود، با استفاده از یک چارچوب مدون، سطح بلوغ را ارتقا داد.

### داده master
داده master اسامی چیزها یا موجودات اصلی کسب و کار نظیر مشتری، محصول، تأمین کننده، شرکای تجاری، مکان و… را تشریح می‌کند که در تراکنش‌ها یا رویدادهای داده نقشی تعیین‌کننده و مشارکتی فعال دارد.
داده master در سازمان‌ها شامل موارد زیر است:
- شرکای تجاری شامل افراد، سازمان‌ها و سایر نقش‌ها است.
- محصولات داخلی و خارجی
- ساختارهای مالی
- مکان‌ها

## چارچوب مدیریت داده DMBOK
حوزه دانش مدیریت داده تعریف شده توسط DAMA را تشریح می‌کند. سه بعدی چارچوب DMBOK عبارت است از چرخ DAMA ، ۶ ضلعی محیطی و دیاگرام در حوزه دانش می‌باشد.

### چرخ DAMA
چرخ داما حوزه دانش مدیریت داده را مشخص می‌کند؛ که در نسخه شماره ۱، ۱۰عدد و در نسخه شماره ۲، ۱۱ عدد می‌باشد.
در چرخ داما حاکمیت در مرکز فعالیت‌های مدیریت داده‌است، که باعث برقراری ثبات بین اجزا و ایجاد تعادل بین توابع لازم است.

### شش ضلعی عوامل محیطی
شش ضلعی عوامل محیطی بیانگر ارتباط بین افراد، فرایند و فناوری است؛ که اهداف و اصول در وسط قرار گرفته‌اند.

### دیاگرام
دیاگرام اطلاعات هر حوزه دانش شامل جزئیات مرتبط با افراد، فرایندها و فناوری‌ها را تشریح می‌کند و فعالیت‌ها در مرکز قرار داده شده‌اند.